# 卡斯托 (路易斯安那州)
卡斯托（英語：Castor），是美国路易斯安那州边维尔县的一座村镇，开拓于1900年。其镇名的由来源自拉丁文，意即河狸。根据2000年美国人口普查，卡斯托仅有209位居民，但在2010年便增加了23%，总人口达到258人，而该镇镇民平均年龄为32.2岁。